# Trebenichta
Trebenichta (en macédonien Требеништа) est un village du sud-ouest de la Macédoine du Nord, situé dans la municipalité de Debartsa. Le village comptait 513 habitants en 2002.
Trebenichta est connue pour sa nécropole du VIIe siècle av. J.-C., découverte en 1918. Elle était probablement utilisée par les habitants de Lychnidos et contient plusieurs tombes princières. Celles-ci contiennent notamment des bijoux, des armes et des masques mortuaires en or très particuliers qui rappellent les usages mycéniens. Les artefacts contenus dans les tombes sont en partie exposés à Ohrid, mais les masques se trouvent dans des musées de Belgrade et Sofia. Un masque de Trebenichta figure sur les billets de 500 denars.

## Démographie
Lors du recensement de 2002, le village comptait :
- Macédoniens : 500
- Albanais : 8
- Turcs : 2
- Serbes : 1
- Autres : 2